# 이리석암초등학교
이리석암초등학교는 대한민국 전북특별자치도 익산시에 있는 공립 초등학교이다.

## 학교 연혁
- 1946. 11. 15 팔봉국민학교 석암분교장 인가
- 1963. 04. 30 석암국민학교로 승격(7학급 인가)
- 1983. 02. 15 이리시 편입
- 1984. 03. 11 병설유치원 개원
- 1994. 02. 28 인수분교장 통폐합
- 1996. 03. 01 이리석암초등학교로 개명
- 2015. 02. 13 제52회 졸업, 졸업생 1,925명 배출
- 2015. 03. 01 제18대 이성구 교장 부임
- 2015. 03. 01 초등 6학급, 특수 1학급, 유치원 1학급 편성

## 참고 자료
- 이리석암초등학교 - 한국교육학술정보원 학교알리미